# 宪圣慈烈皇后
宪圣慈烈皇后吳氏（1115年—1197年）。宋高宗赵构的第二任皇后。開封（今河南開封）人。紹熙五年（1194年），吳氏支持趙汝愚、韓侂冑等大臣發動的政變，迫宋光宗禪位予其子宋寧宗，稱绍熙内禅。
在世時曾稱隆慈備福光祐太皇太后，与西汉孝昭皇后上官氏、孝元皇后王政君，同为中国史上皇帝在世时法定「曾祖母辈分」的太皇太后。

## 生平
父武翼郎吴近，吴近曾经梦见一个亭子，匾额上写着“侍康”，一傍种着特别妍丽可爱的芍药花，花下一只白羊。而吴氏十四岁時，因美貌出眾，选美入宫，侍奉康王赵构，大家都说“侍康”应验了。
高宗即位之初，金兵不断追击，吴氏身穿戎装，跟随高宗左右。吴氏博习书史，又通晓书法翰墨，不仅知书，而且英姿飒爽，颇有胆略。卫士谋兵变，问高宗在哪里，吴氏骗了卫士使高宗免祸。金兵南侵，高宗乘船入海，从定海（浙江镇海）转赴昌国（浙江普陀）途中，有鱼跃入御舟，吴氏说：“此周人白鱼之祥也（周武王兴起）。”高宗大喜，封她为和义郡夫人。高宗回到越州后又进封她为才人。此后，和张氏并为婉仪，不久进为贵妃。韦太后由金国还朝后，吴贵妃侍奉太后起居，得到太后的认可，当时，高宗被金国俘虏的憲節皇后驾崩的消息传至杭州，宰相秦桧上表请立中宫，韦太后也为她说好话，高宗便于绍兴十三年（1143年）正式册立吴贵妃为皇后。
高宗惟一的儿子赵旉病死后，后宫再没有生育。张贤妃收养宋太祖赵匡胤七世孙赵伯琮为养子，吴皇后为才人时，也收宗室赵璩为养子。张贤妃病逝后，赵伯琮也由吴皇后一并收养，吴皇后对待两个养子没有差别。高宗封赵伯琮为普安郡王、赵璩为恩平郡王。赵伯琮性情恭俭，爱好读书，吴皇后劝高宗以赵伯琮为皇子。于是高宗立赵伯琮为皇子，封建王，賜名为赵昚，赵璩出居绍兴。
绍兴三十二年（1162年），高宗禅位于赵昚，吴皇后迁居德寿宫，为太上皇后。赵昚是为宋孝宗，尊吴皇后为寿圣太上皇后。乾道七年（1171年），加号寿圣明慈。淳熙二年（1175年），为太上皇庆寿，加号寿圣齐明广慈。淳熙十二年（1185年），加尊号备德。淳熙十四年（1187年），太上皇高宗赵构驾崩，遗诏太上皇后改称皇太后。孝宗欲迎吴太后回大内，吴太后因为上皇几筵在德寿宫，不忍舍去，所以将吴太后所居住的宫殿改名为慈福殿。
淳熙十六年（1189年），孝宗禅位宋光宗，因为孝宗被尊太上皇，所以不称太皇太后，更号寿圣皇太后。绍熙四年（1193年），吴太后寿八十，光宗觐见吴太后，奉册礼，加尊号隆慈备福。绍熙五年（1194年）正月，光宗率群臣行庆寿礼，皇子嘉王赵扩侍侧，吴太后勉励他以读书辨邪正、立纲常为先。同年夏天，孝宗駕崩，吴太后始正太皇太后之号。
当时光宗皇后李鳳娘剽悍，離間光宗與其父孝宗，父子不睦；孝宗生前因觉得亏欠光宗兄赵恺，且赵恺子许国公赵抦聪慧而赵扩愚笨，有意以赵抦为光宗太子。光宗疾病未愈，不能为孝宗主持丧事，宰相请太皇太后主丧事但未獲同意。所以大臣們又请效法唐肅宗故事（太上皇唐玄宗駕崩，唐肅宗病危，敕令太子李豫監國），太皇太后听从枢密使赵汝愚的请求，在孝宗梓宫前垂帘听政，宣光宗手诏，立皇子嘉王赵扩为帝，即宋宁宗，事實上是強迫光宗退位，史稱绍熙内禅。太皇太后召见赵抦和赵扩，对赵抦说：“外界都商议立你，但我思量万事当从长。嘉王年长，且教他做。他做了你却做，自有祖宗例。”
第二天，太皇太后册夫人韩氏为皇后，撤垂帘。
庆元元年（1195年），太皇太后加号光祐，迁居重华宫。赵汝愚贬谪而死，中书舍人汪义端说赵汝愚就像李林甫，想屏逐其党，太皇太后听说后，很不赞同。
庆元三年（1197年）去世，享壽83歲。
| 前任： 憲節皇后邢氏 | 宋朝皇后 1143年—1162年 | 繼任： 成恭皇后夏氏 |